# Премьер-министр (группа)
«Премьер-министр» — российская поп-группа, образованная в 1997 году. Группа представляла Россию на конкурсе песни «Евровидение-2002» и заняла 10 место.

## История группы
Группа была создана продюсером Евгением Фридляндом. В 1998 году был заключён договор на запись пяти альбомов в течение семи лет. В первоначальный состав вошли:
- Вячеслав Бодолика (родился 18 июня 1977 года в городе Унгены, Молдавия)
- Пит Джейсон (родился 9 сентября 1976 года в Москве)
- Жан Григорьев-Милимеров (родился 5 декабря 1979 года в Москве)
- Дмитрий Ланской (родился 15 мая 1978 года)

В 1999 году был выпущен дебютный альбом — «Грязные танцы».
В ноябре 2001 года Ланской покинул группу, и на его место пришёл Марат Чанышев (родился 25 марта 1975 года в Москве), победитель конкурса «Утренняя звезда» (1991).
«Четыре солиста пели профессионально, но уж больно заунывно, к тому же хитов почти не было. Тогда был найден хороший ход, кстати, активно используемый западными артистами: перепевание старых хитов. В „Восточную“ и „Зимний сад“ „премьеры“ привнесли излюбленные соуловые нотки, однако всё же стали ближе и роднее российской публике» (А. Мажаев).
В 2001 году группа выпустила песню «Два бриллианта», в этом же году на неё был выпущен клип.
В 2002 году группа представляла Россию на «Евровидении» с песней «Northern Girl» и заняла 10-е место с 55 баллами. В том же году вышел альбом «Девочка с севера», названный по русскоязычной версии песни «Northern Girl», за которую группа получила премию «Золотой граммофон».
Заместитель начальника РУ ФСБ по Тюменской области Александр Петрушин утверждает, что две известных песни группы связаны с реальными событиями в регионе.
Во время попытки захвата самолёта в Сургуте среди пассажиров была группа «Премьер-министр» и мы отметили, что возле них всё время крутилась подозрительная девушка. Попросили её описать, но музыканты ответили, что они люди творческие, мыслят образами и в итоге прислали описание в форме песни — так родились знаменитые строки «у неё глаза — два бриллианта, три карата». По этому описанию мы её и нашли — обычную фанатку, как оказалось. Кстати, она стала героиней и другой их песни, «Девушка с Севера» — её они мне тоже прислали.Александр Петрушин
В 2005 году из группы был уволен Питер Джейсон, вместо которого был взят Тарас Демчук (родился 18 декабря 1979 года). Эта перемена послужила причиной конфликта, в результате которого остальные участники группы начали работать самостоятельно (к ним присоединился и Пит Джейсон). Поскольку бренд «Премьер-министр» им не принадлежал (солисты проиграли продюсеру в суде), они были вынуждены взять себе новое название: «группа ПМ». Кроме того, новая группа не имела права исполнять песни «Премьер-министра».
Продюсер Евгений Фридлянд набрал новый состав группы «Премьер-министр», в котором остался Демчук. В последующие годы ни обновлённый «Премьер-министр», ни «группа ПМ» не смогли достичь популярности первого состава коллектива.
В начале 2014 года один из участников «Группы ПМ», Вячеслав Бодолика, покинул группу и получил гражданство Испании, а остальные — Питер, Жан и Марат — решили вернуться к Фридлянду (без изменения названия). В 2020 году Жан покинул группу и занялся сольной карьерой. В 2022 году появилась информация, что уйти из группы и заняться сольной карьерой намерен и Марат Чанышев.
В 2023 году группа распалась.

## Дискография
- 1999 — «Грязные танцы»
- 2001 — «Поход на восток»
- 2001 — «All-Inclusive / Всё Включено»[6]
- 2002 — «Девочка с севера»
- 2003 — «Пятый океан»
- 2003 — «Песни, клипы за 5 лет»[7]
- 2004 — «Особо важные персоны. Live»
- 2005 — «Премьер-министр в России»
- 2006 — «8 Марта»
- 2008 — «Мы так хотели»